# 电讯报
《电讯报》，创建于1893年1月1日，是目前荷兰发行量最大的早间日报，属于右翼（right wing）民粹主义阵营。

## 历史
由荷兰人Henry Tindal于1893年1月1日创建，他一直经营报业直至1902年1月31日去世。之后他的合作伙伴印刷工HMC Holdert接手了报业。这被认为是一项很高的投资。第一次世界大战期间，荷兰保持中立态度，但由于HMC Holdert对于法国的同情和亲英的立场导致了报纸具有一定争议性，因为荷兰人民在当时具有一定亲德性质。第二次世界大战后，电讯报发表了很多亲德的报道，导致其在二战结束之后被停业十三年。但是该禁令于1949年解除，电讯报焕然一新并蓬勃发展开来，成为荷兰发行量最大的报纸。目前该报纸隶属于Telegraaf Media Groep，2015年8月之后，新主编是Paul Jansen，2014年每日发行量高达455,727。

## 画廊

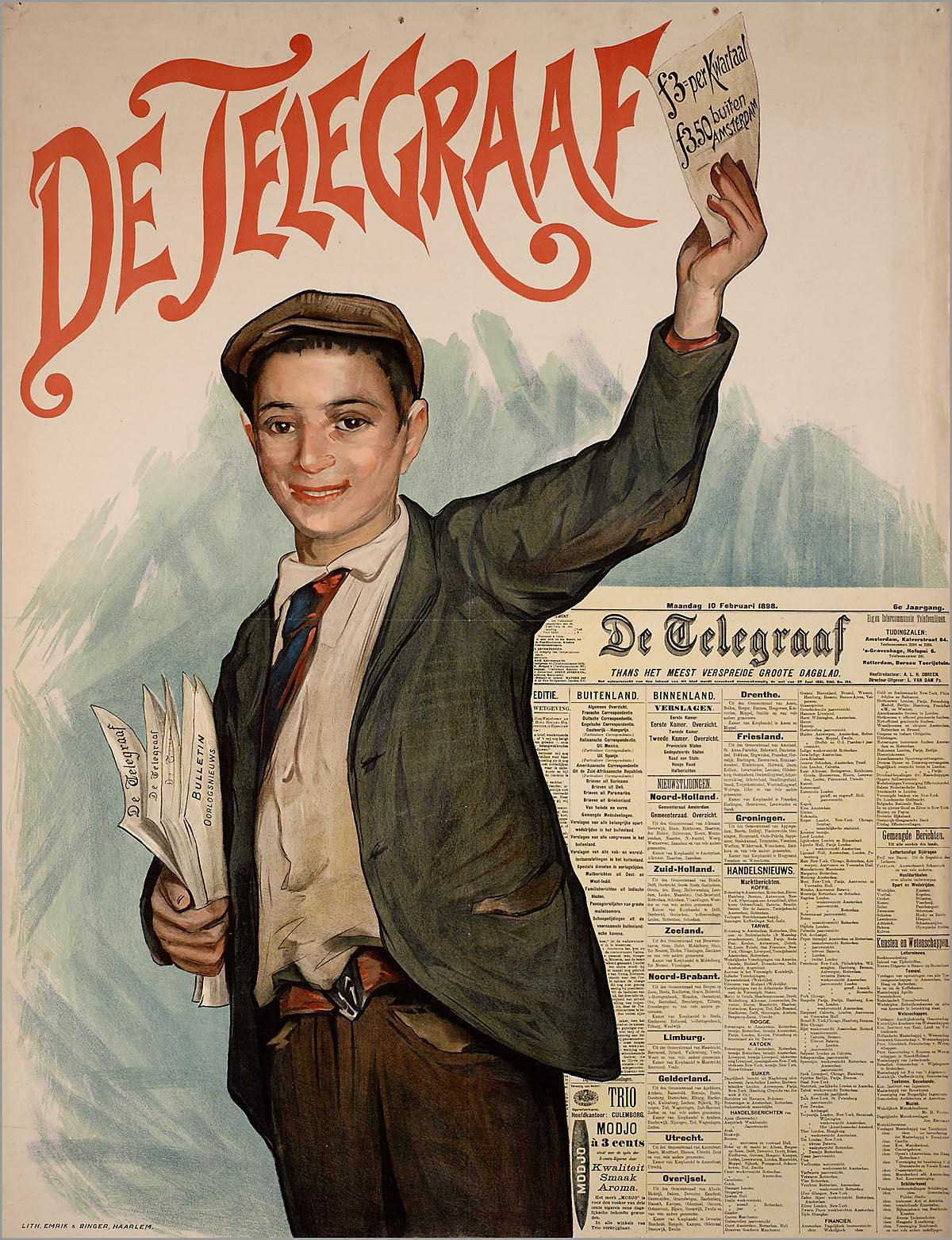
1898年的广告宣传画
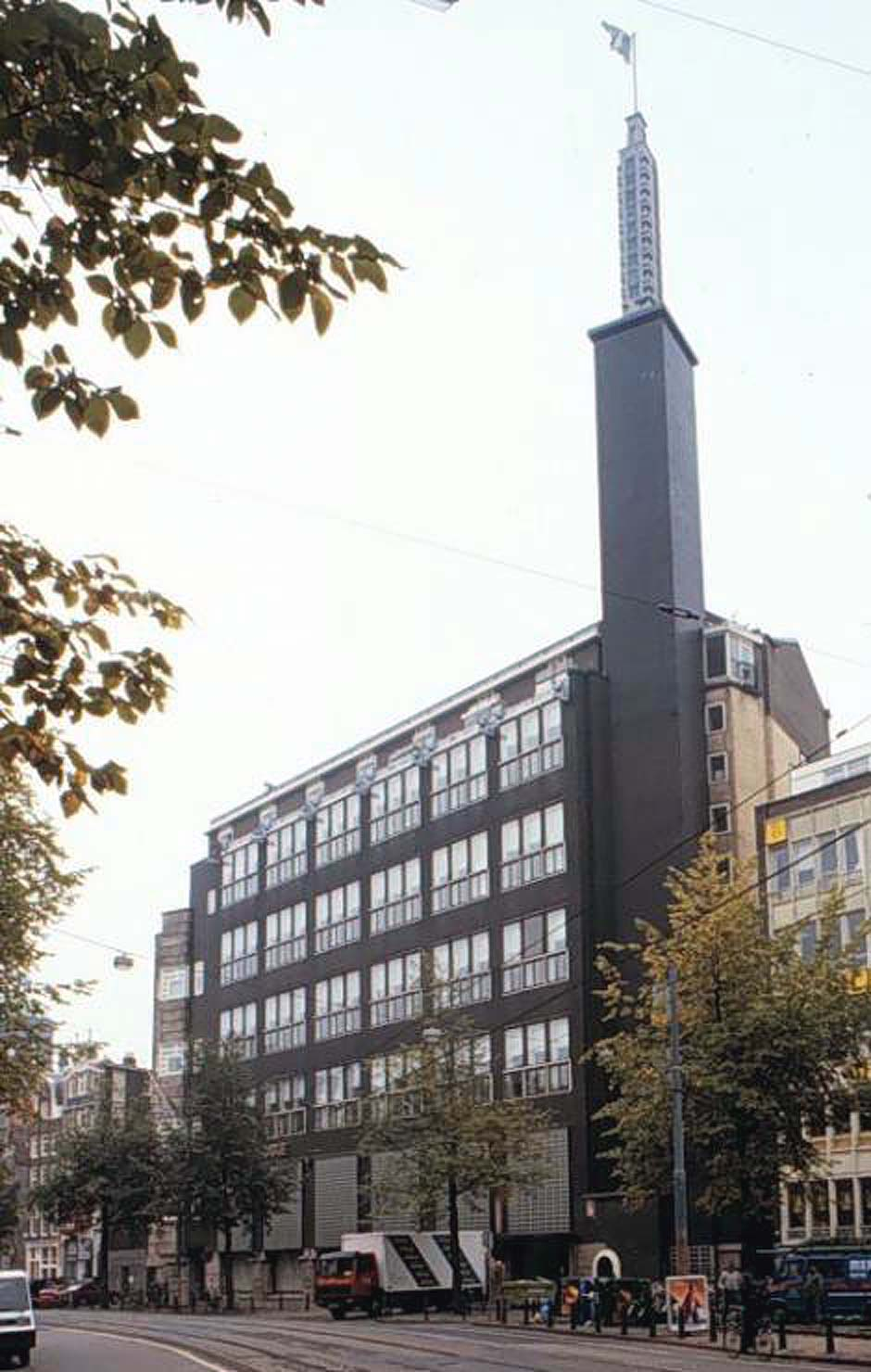
在Nieuwezijds Voorburgwal的电讯报大楼

## 发行量
- 1998: 802.500
- 1999: 808.300
- 2001: 808.446
- 2002: 795.364
- 2003: 776.004
- 2008: 617.704
- 2009: 579.932
- 2010: 586.806
- 2011: 542.822
- 2012: 521.778
- 2013: 476.101
- 2014: 455.927